# Decachaetus violaceus
Decachaetus violaceus är en ringmaskart som beskrevs av Lee 1959. Decachaetus violaceus ingår i släktet Decachaetus och familjen Acanthodrilidae. Inga underarter finns listade i Catalogue of Life.